# Robert Constable (Ritter)
Sir Robert Constable of Flamborough († 23. Mai 1488) war ein englischer Ritter.

## Leben
Sir Robert Constable war ein Sohn von Sir Robert Constable und Agnes Gascoigne, Tochter des Sir William Gascoigne.
Seine Karriere begann nach dem Tod seines Vaters 1441. Er war Gutsherr von Flamborough in Yorkshire. Ab 1444 war er in Yorkshire als königlicher Bevollmächtigter (Commissioner) mit mehreren Ordnungsaufgaben beauftragt, war von 1448 bis 1453 Aufseher (Keeper) der Ländereien des John Fastolf in Suffolk und ab 1453 als Friedensrichter (Justice of the Peace) mit Aufgaben der Rechtsprechung und Erhalt der Ordnung in East Riding of Yorkshire betraut.
Zu Beginn der Rosenkriege beteiligte sich Sir Robert noch nicht, kämpfte aber im März 1461 auf der Seite der Yorkisten bei der Schlacht von Towton.
Nach der Krönung Eduard IV. blieb Sir Robert im Dienst der Krone und wurde weiterhin mit verschiedenen Aufgaben und Ämtern versehen, u. a. Justice of the peace 1461, Sheriff of Lincolnshire 1467 und Sheriff of Yorkshire 1461–1463 und 1478–1479. Ferner wurde Sir Robert 1477/78 als Knight of the Shire für die Grafschaft Yorkshire ins Parlament berufen.
Unter Richard III. wurde Sir Robert 1484 als commissioner of aray beauftragt die Grenzregion zu Schottland zu sichern.
Sir Robert Constable of Flamborough starb 1488.

## Ehe und Nachkommen
Sir Robert war verheiratet mit Agnes Wentworth, Tochter des Sir Roger Wentworth. Sie hatten dreizehn Kinder:
- Marmaduke (Sir) ⚭ Margery, Tochter des Henry FitzHugh, 5. Baron FitzHugh
- Philip
- John
- Robert
- William (Sir)
- Elizabeth ⚭ Thomas Metham
- Margaret ⚭ Sir William Ever
- Agnes ⚭ 1) Walter Griffith ⚭ 2) Sir Gervase Clifton
- Margery ⚭ Sir Ralph Bigot
- Anne ⚭ Sir William Tirwhit
- Agnes
- Catherine ⚭ Sir Ralph Ryther